# Alfred Weitnauer

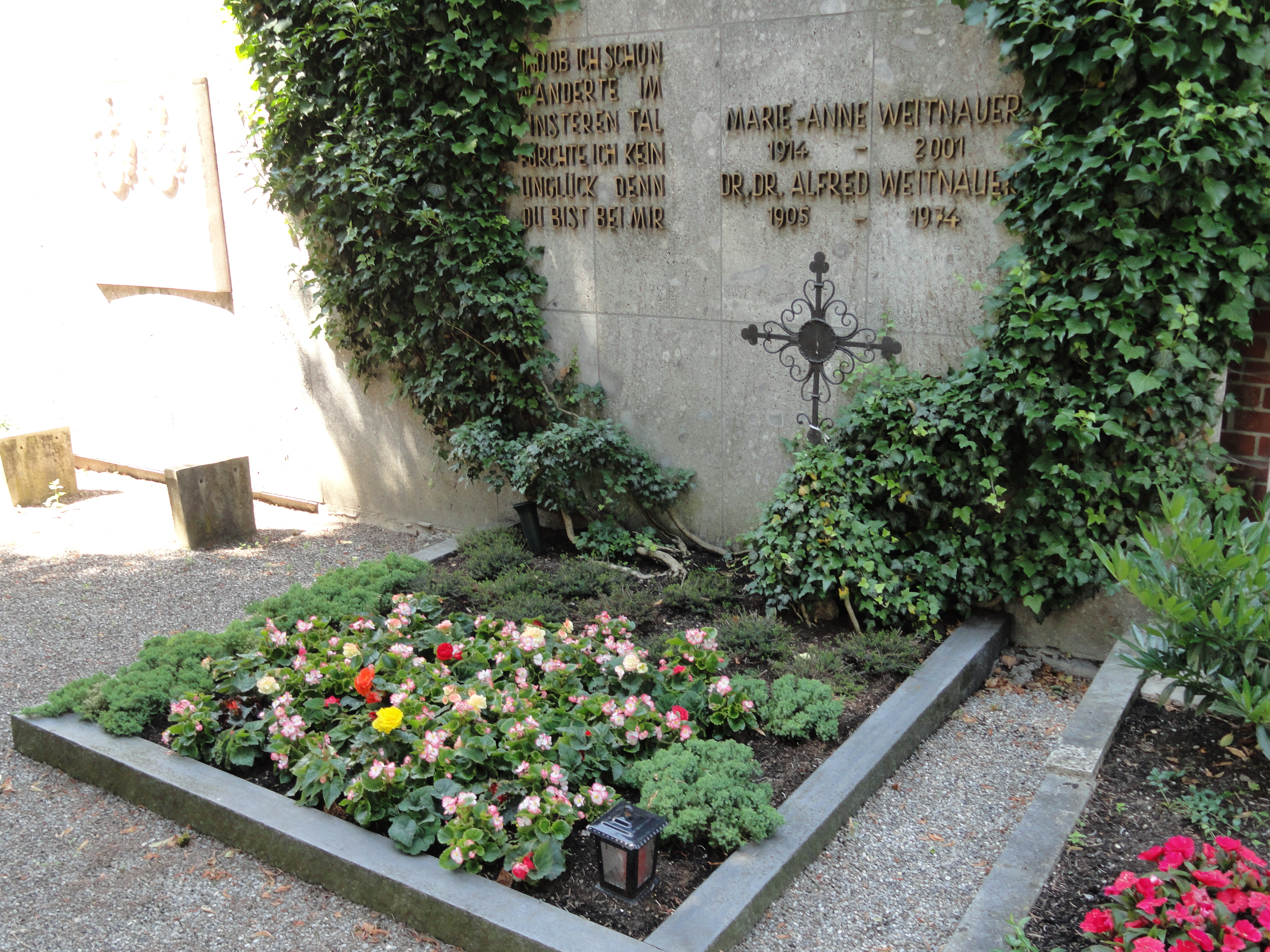
Alfred Weitnauers Grab auf dem Evangelischen Friedhof Kempten

Alfred Weitnauer (* 1. Februar 1905 in Kempten (Allgäu); † 3. Juni 1974 in Obergünzburg) war ein deutscher Schriftsteller, Heimatpfleger, Historiker und Volkskundler. Zu seinen Verdiensten gehört die Prägung des Namens Allgäu und das Verfassen bzw. die Herausgabe von Dutzenden historischer Werke, die sich mit der Geschichte des Allgäus und seiner Familien befassen.

## Leben
Alfred Weitnauer wurde am 1. Februar 1905 in der Reichsstraße in der Nähe des St.-Mang-Platzes in Kempten (Allgäu) geboren, besuchte die Volksschule und die Oberrealschule Kempten (im Gebäude der heutigen Realschule an der Salzstraße) seiner Heimatstadt. Schon als Schüler schrieb er Zeitungsartikel. Er studierte Staatswissenschaft, Geschichte und Kunstgeschichte in Würzburg, München und Berlin, wurde Diplom-Volkswirt, promovierte zum Dr. oec. publ. und zum Dr. phil. – jeweils mit Auszeichnung (summa cum laude). Zwischenzeitlich war er beim Berliner Lokal-Anzeiger in der Wirtschaftsredaktion tätig; im Anschluss daran arbeitete er für die Rockefeller-Stiftung an der Geschichte der Preise.
Als das Vermögen der Stiftung 1935 von den Nationalsozialisten eingezogen wurde, gewann ihn der Kemptener Oberbürgermeister Otto Merkt für das Amt des Heimatpflegers des Kreises Schwaben und Neuburg mit Dienstsitz in Kempten. Auf dieser Stelle war er zunächst als Angestellter, ab 1937 im Beamtenverhältnis als Gauvolkstumswart der NSKG und zweiter Gauheimatpfleger tätig. Um die Beamtenstelle zu erlangen, suchte er um Aufnahme in die NSDAP nach und wurde bald darauf Parteimitglied. Nicht zuletzt verfasste Alfred Weitnauer zum 50. Geburtstag von Adolf Hitler eine Denkschrift, in der er über Allgäuer Vorfahren des „Führers und Reichskanzlers“ spekuliert, diese ist im Stadtarchiv Kempten aufbewahrt. Das Amt des Heimatpflegers übte er bis zu seinem Ruhestand 1970 aus.
Weitnauers Verhältnis zur NS-Führung war gespalten: Zwar schrieb er auch im Bezug auf die Blut-und-Boden-Ideologie und nutzte das Regime für seine eigenen Zwecke. Er war aber auch gegen die Anschauung Adolf Hitlers, sämtliche Werte zu vernichten, und er war kein Anhänger des Antisemitismus. Dies gefährdete letztendlich auch die Heimatpflege, mit der sich Weitnauer mit Herzblut befasste. Eine Vielzahl der gegenüber dem Nazi-Regime verfassten Bekenntnisse zielte eher auf eine Unterordnungsgeste für die Diktatur ab, um sich die Gestapo vom Leibe zu halten, aber auch um andere Vorzüge daraus zu ziehen.
Aufgrund seiner guten Englischkenntnisse wurde er für kurze Zeit von den US-Alliierten vom 21. Juli 1945 bis zum 3. August 1945 als ehrenamtlicher Bürgermeister von Kempten eingesetzt.
Von dem Historiker Max Spindler (1894–1986) wurde er zusammen mit dem Bistumshistoriker Friedrich Zoepfl (1885–1973) und dem Mundartforscher Eduard Nübling (1906–1997) beauftragt, eine Satzung für die neu zu gründende Schwäbische Forschungsgemeinschaft zu entwerfen, die 1949 gegründet wurde. Später distanzierte sich Weitnauer von der Forschungsgemeinschaft. Im Jahr 1970 veröffentlichte er in seinem Rechenschaftsbericht über 35 Jahre Heimatpflege in Schwaben, dass die Gemeinschaft lediglich ein Hindernis für seine eigenen Vorhaben war, da sie die von ihm geplante Herausgabe schwäbischer Geschichtsquellen bereits in ihr Programm mit aufgenommen hatte.
1937 heiratete er Marie-Anne Schnell-Schröder aus Borkum; aus der Ehe gingen drei Töchter hervor.
Alfred Weitnauer starb am 3. Juni 1974 in Obergünzburg im Allgäu. Sein Grab teilt er sich mit seiner Frau auf dem Evangelischen Friedhof in Kempten.

## Werk
Weitnauers weit gefächerte Interessen- und Arbeitsgebiete umfassten: Landeskunde, Archivpflege, Familienforschung, Mundart, Heimatkunde, Volkskunde, Trachtenerneuerung, Denkmalpflege, Museumspflege und Naturschutz. Im Stadtarchiv Kempten wird sein Nachlass aufbewahrt; darunter ist die sog. Weitnauer-Sammlung, die Tausende von Dokumentationsfotos zu allen oben genannten Themenbereichen umfasst, am bedeutendsten.
Als Heimatpfleger formte er dieses Amt – er war ab Juni 1935 der zweite hauptamtliche Gauheimatpfleger nach Bartholomäus Eberl. Weitnauer war es ein Herzensanliegen, im bayerischen Schwaben ein eigenes schwäbisches und Allgäuer Bewusstsein wieder zu wecken, „die Schwaben wieder schwäbisch zu machen“ und ihnen ihre Minderwertigkeitsgefühle gegenüber den prägenden Altbaiern zu nehmen. Dies führte auch zu seinem Engagement zur Wiedereinführung einer schwäbischen Tracht, die letztlich zum „Allgäuer Trachtenstreit“ zwischen Vertretern der Gebirgstrachtenbewegung und den Trachtenerneuerern führte. Inzwischen ist es weitgehend Konsens, dass im Allgäu „seit mehr als 150 Jahren sowohl die Gebirgstracht, als auch die städtisch-höfische Tracht parallel zueinander existieren“.
1935 gründete Weitnauer den Verlag für Heimatpflege und veröffentlichte dort ungefähr achtzig Bücher mit einer Gesamtauflage von mehreren hunderttausend Exemplaren. Auch in Zeitschriften publizierte er zahlreiche z. T. populärwissenschaftliche, humorvolle und auch zeitkritische Aufsätze und Artikel, in denen sich seine große schriftstellerische Begabung zeigte.
Obwohl er eine brillante wissenschaftliche Ausbildung besaß und zeit seines Lebens unermüdlich Quellen erschloss und veröffentlichte, gibt es auch etliche Geschichten in seinen Veröffentlichungen, deren historisch beweisbarer Kern unter literarischen Ausschmückungen zu verschwinden droht. Seine größtenteils ohne Quellenbelege konstruierten Theorien zur Siedlungsgeschichte Kemptens sind dafür das Beispiel, das die nachhaltigsten Auswirkungen zeigte.
Weitnauer – der sich selbst als stolzer evangelischer Stadtbürger darstellte – behauptete, das erste Kloster in Kempten habe am St.-Mang-Platz gestanden und sei erst Jahrhunderte später auf die Illerhochterrasse in den Bereich der Residenz verlegt worden. Weitere Teile dieser Theorie waren ein fränkischer Königshof am Standort des Rathauses und im Bereich der Bäckerstraße ein alemannisches Dorf. Durch die Platzierung dieser These 1953 im ersten Band einer wissenschaftlichen Zeitschrift, 1949 im ersten Einwohnermeldebuch Kemptens nach dem Zweiten Weltkrieg und 1950 in einem kleinen Stadtführer, der in einer Hunderttausender-Auflage anlässlich eines Sparkassen-Jubiläums kostenlos verteilt wurde, wurde diese frei erfundene Version unauslöschliches Allgemeingut. Inzwischen sind Weitnauers siedlungsgeschichtliche Thesen durch die umfangreichen archäologischen Ausgrabungen in Kempten (seit 1982), durch geologische Untersuchungen und die historische Forschung vollständig widerlegt, was jedoch nicht verhindert, dass sie auch in neueren Publikationen immer wieder auftauchen. Auch seinem Buch von 1961 zum keltischen Erbe in Bayern mangelt es an wissenschaftlich stichhaltigen Belegen für seine – wie immer begabt formulierten und dadurch so überzeugenden – Theorien.
Weitnauers Hauptwerk ist die fünfbändige Chronik des Allgäus (3 Textbände, ein Bildband und ein Registerband), für die er in reicher Recherchearbeit Daten zusammengetragen hat. Die Textbände wurden von dem bekannten Kemptener Grafiker Heinz Schubert (1912–2001) illustriert.
Während des Zweiten Weltkriegs wurden seine Zusammenstellungen Allgäuer Witze, die er als Serie unter dem Titel Lachendes Allgäu veröffentlichte, als moralische Aufmunterung in die Frontpakete gegeben. Dadurch gelang es ihm, fast bis Kriegsende Papierzuteilungen und Druckkontingente zu bekommen, was er auch zur Veröffentlichung anderer Werke – z. B. seiner Quellenzusammenstellungen in der Reihe Allgäuer Heimatbücher – nutzte.
Weitnauer war in der NS-Zeit als Heimatpfleger intensiv mit der Dokumentation der Bauwerke und Kunstdenkmäler des Allgäus beschäftigt. Praktisch führte dies zur Anlage geheimer Depots für Kunstwerke, die aus Museen und Kirchen in ganz Deutschland ins Allgäu gebracht wurden und so den Krieg und die Besatzungszeit unbeschadet überstanden. Das Allgäu kam auf diese Weise zum Titel des „Luftschutzkellers deutscher Kunst“. Auch bei der durchaus riskanten Rettung historisch bedeutsamer Glocken vor dem Einschmelzen verzeichnete Weitnauer manche Erfolge.

## Auszeichnungen
Weitnauer wurde unter anderem mit der Ehrenbürgerwürde seiner Heimatstadt (1973), mit dem Bayerischen Poetentaler (1961), mit dem Bayerischen Verdienstorden (1959) und dem Bundesverdienstkreuz ausgezeichnet.

## Werke (Auswahl)
- Venezianischer Handel der Fugger (erste Dissertation, 1929)
- Sehr schöne Balladen, um 1930, illustriert von Sepp Zwerch
- Der Reichsstadt Kempten Kriegslasten und deren Aufbringung während des Dreißigjährigen Krieges (zweite Dissertation, 1931)
- Das Lehenbuch des fürstlichen Stifts Kempten von 1451, Oechelhäuser, Kempten, 1938
- Die Bevölkerung des Stifts Kempten vom Jahre 1640, Oechelhäuser, Kempten, 1939
- Das Bürgerbuch der Reichsstadt Kempten, Oechelhäuser, Kempten, 1940
- Die Bauern des Stifts Kempten 1525/26, Schwabenverlag, Ellwangen, 1949
- Kempten. Sehenswertes u. Wissenswertes aus Geschichte, Kunst und Wirtschaft der Allgäuer Hauptstadt, Volkswirtschaftlicher Verlag Fehr, Kempten, 1949
- Die Allgäuer Rasse, im Selbstverlag Kempten 1952, Umschlagbild von Heinz Schubert (später mind. 3 weitere Umschlagvariationen)
- Allgäuer Sagen, Mitautor bei Hermann Endrös, Allgäuer Zeitungsverlag, Kempten (2. Auflage 1954)
- Allgäuer Chronik, ein Bildband und drei Textbände, zwei Auflagen
- Keltisches Erbe in Schwaben und Baiern, Kempten 1961
- Alte Allgäuer Geschlechter, Verl. für Heimatpflege, Kempten, 1963
- Allgäu-Urlaub, Verl. für Heimatpflege, Kempten, 1966
- Allgäuer Chronik, 5 Bände, 1969–1972
- Auch Schwaben sind Menschen, zahlreiche Auflagen
- Bei uns im Allgäu, zahlreiche Auflagen
- Lachendes Allgäu, zahlreiche Auflagen
- Allgäuer Sprüche, zahlreiche Auflagen
- Schönes Allgäu von A – Z, zahlreiche Auflagen
- Drei Könige im Schwabenland, schwäbisches Theaterstück, Allgäuer Zeitungsverlag Kempten, ISBN 3-88006-019-3
- Echt antik, schwäbisches Theaterstück, Verlag für Heimatpflege Kempten (1969)
- Sing nicht, Vogel! Schwäbisches Theaterstück, Allgäuer Zeitungsverlag Kempten, ISBN 3-88006-009-6